# Fight Like a Brave
Fight Like a Brave è una canzone dei Red Hot Chili Peppers. Fu estratta come singolo dal loro terzo album in studio, The Uplift Mofo Party Plan (1987).

## Descrizione
Secondo l'autobiografia di Anthony Kiedis, Scar Tissue, la canzone parla dei problemi dei Red Hot con la droga e in particolare con l'eroina.
All'epoca la tossicodipendenza di Kiedis arrivò ad un livello tale che fu cacciato dal gruppo. Tornato in Michigan per vivere insieme alla madre, lavorò senza successo per altre band. Prese questa situazione sul serio quando si accorse che al suo posto c'erano molti altri ragazzi con problemi simili ai suoi e che si aiutavano l'un l'altro. Così contattò Flea per spiegargli che era ritornato sobrio, e il bassista lo convinse a tornare. Kiedis scrisse a casa il testo della canzone, che parla proprio di questa vicenda.
"Fight Like A Brave" è anche uno dei brani nel videogioco Tony Hawk's Pro Skater 3.

## Tracce
Singolo 7" (1987)
1. "Fight Like A Brave (Album)"
2. "Fire (Previously Unreleased)"

Singolo 12" (1987)
1. "Fight Like A Brave (Not Our Mix)"
2. "Fight Like A Brave (Boner Beats Mix)"
3. "Fight Like A Brave (Mofo Mix)"
4. "Fire"

Versione 12" (1987)
1. "Fight Like A Brave (Mofo Mix)"
2. "Fight Like A Brave (Knucklehead Mix)"
3. "Fire"